# 臺北市萬華區福星國民小學
臺北市萬華區福星國民小學（Taipei Fuxing Elementary School），簡稱福星國小，是一所座落於台北市萬華區中華路一段64號的國民小學。於西元1898年（明治31年）10月設立，距今已有一百多年歷史。

## 校史

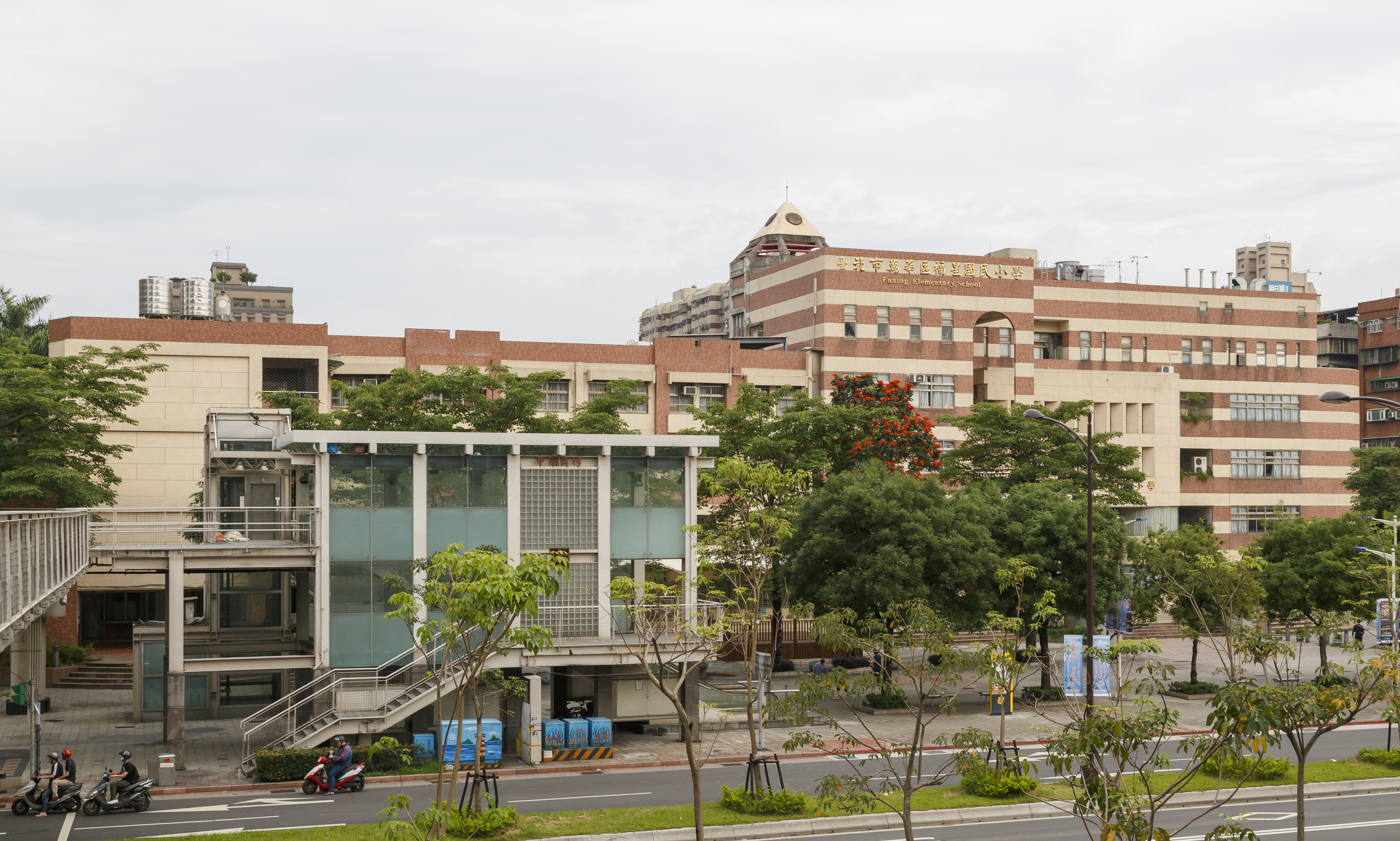
校舍。

日治時代為臺北城外末廣高等小學校，是一所專為在臺的日本人所設立的高等小學校。
- 明治三十一年（1898年）十月，於大稻埕建昌後街（原臺坂公司舊址，今貴德街）創立「臺北小學校」。
- 明治三十五年（1901年），改名為「臺北第一小學校」。
- 明治三十六年（1902年），改名為「臺北第一尋常高等小學校」。
- 大正四年（1915年），改名為「臺北第一高等小學校」。
- 大正五年（1916年），改名為「臺北高等小學校」。
- 大正十一年（1922年），改名為「臺北市末廣高等小學校」。
- 昭和十六年（1941年），改名為「臺北市末廣國民學校」。
- 民國三十四年（1945年）十一月，李明珠女士奉派擔任校長。
- 民國三十五年（1946年）二月，為紀念抗日人士羅福星[1]，校名更改為「臺北市城中區福星國民學校」，林聰田先生擔任校長，開辦附設幼兒園及夜間福星初級中學。
- 民國四十年（1951年），林福裕先生創立「福星國小兒童合唱團」，台灣第一個兒童合唱團。
- 民國四十二年（1953年）二月四日，林聰田校長卸任，由林煉校長接任。
- 民國四十八年（1959年），為容納福星國小無法收納的學生，於隔壁設立中興國小。依照學區劃分，中正區、大同區屬福星國小，萬華區屬中興國小。
- 民國五十六年（1967年）九月，林煉校長榮調日新國小，林宗源接任福星國小校長。
- 民國五十七年（1968年）八月，實施九年國民義務教育，校名更改為「臺北市城中區福星國民小學」。
- 民國六十一年（1972年）八月，林宗源校長榮調松山國小，由賴榮樹先生接任該校校長。
- 民國六十二年（1973年）九月，成立音樂資賦優異兒童教育實驗班。
- 民國六十三年（1974年）三月，與金門縣烈嶼鄉西口國民小學締結為姐妹校。
- 民國六十四年（1975年）二月，賴榮樹校長榮調太平國小，該校由邱明哲校長接任。
- 民國六十六年（1977年）三月十日，晚間九時三十分中華路火災，波及福星國小，燒毀東側教室四十間。
- 民國六十九年（1980年）二月，邱明哲校長榮調吉林國小，由陳巧雲校長接掌該校。
- 民國六十九年（1980年）三月，訂定校訓為「榮譽」。
- 民國七十一年（1982年）七月，該校音樂班訪問日本、韓國
- 民國七十四年（1985年）八月，陳巧雲校長榮調長春國小，該校由金梅仙校長接任。
- 民國七十八年（1989年）八月，金梅仙校長榮調金華國小，該校由萬家春校長接任。
- 民國七十九年（1990年）二月，該校音樂班赴美巡迴演奏，並參加中華民國外交部主辦「臺北之夜」演出。
- 民國七十九年（1990年）八月，臺北市行政區域調整，該校更名為「臺北市萬華區福星國民小學」。
- 民國八十三年（1994年）二月，萬家春校長榮調金華國小，該校由張金調校長接任。
- 民國八十五年（1996年）十二月，創校八十週年紀念。
- 民國八十九年（2000年），中央印製廠發行千元新鈔，票面上的小學生皆為該校學生。[來源請求]
- 民國八十九年（2000年）八月，張金調校長榮調吉林國小，該校由郭木蒼校長接任。
- 民國九十三年（2004年）八月，與同為萬華區的中興國小合併，為臺北市併校的第一例。
- 民國九十六年（2007年）榮獲「優質學校—資源統整」標章。
- 民國九十六年（2007年）成立排球體育班。
- 民國九十七年（2008年）榮獲「優質學校—校園營造」標章。
- 民國九十七年（2008年）八月，郭木蒼校長榮退，由張清楚校長接任。
- 民國九十八年（2009年）榮獲「優質學校—校園文化」標章。
- 民國九十九年（2010年）三月，音樂班轉型為藝術才能班。
- 民國一〇一年（2012年）八月，張清楚校長榮退，由邱豐盛校長接任。
- 民國一〇四年（2015年）八月，邱豐盛校長榮退，由陳清義校長接任。
- 民國一〇四年（2015年）十二月，榮獲中華民國教育部第二屆藝術教育貢獻獎績優學校。
- 民國一〇七年（2018年）榮獲臺北市優質學校─學校領導優質獎。
- 民國一〇八年（2019年）八月，陳清義校長連任。
- 民國一〇八年（2019年）十一月，音樂班訪問日本岩手縣奧州市。
- 民國一〇九年（2020年）榮獲臺北市交通安全金輪獎特優。
- 民國一〇九年（2020年）管樂團連續五年獲得臺北市第一名。
- 民國一〇九年（2020年）幼兒園教學團隊獲得臺北市教學卓越優選獎
- 民國一一〇年（2021年）十月，榮獲教育部110年度國小及國中學習扶助領航團隊獎。
- 民國一一二年（2023年）八月，陳清義校長榮調延平國小，該校由黃耀農校長接任。

## 歷任校長

### 日治時代
1. 辻村寬堯 校長
2. 鈴木稻作 校長
3. 岩瀨六藏 校長
4. 本田茂吉 校長
5. 大塚堅次郎 校長
6. 東八郎 校長
7. 三ツ橋安郎 校長
8. 大場孫治 校長

### 戰後至今
1. 李明珠 校長
2. 林聰田 校長
3. 林　煉 校長
4. 林宗源 校長
5. 賴榮樹 校長
6. 邱明哲 校長
7. 陳巧雲 校長
8. 金梅仙 校長
9. 萬家春 校長
10. 張金調 校長
11. 郭木蒼 校長
12. 張清楚 校長
13. 邱豐盛 校長
14. 陳清義 校長
15. 黃耀農 校長

## 傑出校友
- 陳淑卿 Evelyn Chen－傑出鋼琴音樂家
- 陳毓襄－傑出鋼琴音樂家
- 張庭瑄－傑出鋼琴音樂家
- 顏華容－傑出鋼琴音樂家
- 李泰祥－知名作曲家
- 楊三郎－知名繪畫家
- 王康陸－台灣獨立運動鬥士
- 鄭運鵬－中華民國政治人物
- 大S－藝人
- 小S－藝人
- 姚浚民－藝人「旺福樂團」主唱、吉他。小民。

## 外部連結
- 台北市福星國小 （页面存档备份，存于）

- 臺北市福星國小官方Youtube頻道 （页面存档备份，存于）

- 臺北市福星國小官方Facebook （页面存档备份，存于）

- 臺北市福星國小官方Instagram頻道 （页面存档备份，存于）

- 臺北市福星國小官方Twitter頻道 （页面存档备份，存于）